# YURI (歌手)
YURI（ゆり、8月9日 - ）は、兵庫県神戸市出身のシンガー、ソングライターであり、久保田利伸から『アジアで最高の女性シンガー』と評されていることで知られている。
自身のライブ活動に加え、様々なアーティストのライブツアーにて、コーラス・アレンジやバッキング・ボーカル等を担当。

## 来歴
神戸のローカルジャズカルテットと共にプロとしての歌手活動を始める。高校卒業後に渡米、バークリー音楽大学に進学。学生時代からゴスペルチームの一員としてブルーノートに出演した経験を持つ。大学卒業後はアメリカに留まり、チャカ・カーン、ダイアナ・ロス、LL・クール・J等のライブツアー、レコーディングに参加。現地での久保田との出会いをきっかけに日本での活動も増え始め、2006年に帰国。帰国後は、トータス松本、DREAMS COME TRUE、JUJU、AI等数多くのアーティストのライブツアーやレコーディングに参加。自身の楽曲リリース・ソロライブを行っている。

## ライヴサポート

### 2017年
- AI
  - 『AI tour 和と洋』（2017年）[3]

- 久保田利伸
  - 『宗像フェス』[4]（2017年9月3日、宗像市グローバルアリーナ）
  - 『3周まわって素でLive! 〜THE HOUSE PARTY!〜』[5]（2017年6月豊洲、8月・9月大阪・札幌・仙台・名古屋）

### 2016年
- AI
  - 『AI The Best tour』（2016年）[6]

## 参加作品
- 久保田利伸 feat.AI 『Soul 2 Soul』（2016年）[7]

## ディスコグラフィー
- 『Love Respect Harmony 』（カバー・アルバム、2012年1月11日）[2]
- 『キボウ』（配信シングル、2012年6月6日）WOWOW連続ドラマW「マグマ」主題歌[8]

## ライブ活動
- 『Love Respect Harmony リリース記念ライヴ』（2012年2月22日、代官山LOOP）[9]
- YURI MASA（2016年12月26日、四谷メビウス）[10]

## メディア出演

### CM
- ハナユメ（すぐ婚navi）　ローラ出演/ローラの親友役[11]
- クリアアサヒ[12]

### 映画
- 『魔女の宅急便』（タカミ・カラ役、2014年3月1日公開）[13]

## その他の活動
- Session Tracksアプリ制作（曲のアレンジ、2017年）[14]